# Всадники (фильм, 2009)
«Всадники» (англ. Horsemen, 2009) — американский фильм ужасов 2009 года режиссёра Юнаса Окерлунда и продюсера Майкла Бэя. Главную роль исполнил Деннис Куэйд.

## Сюжет
Полицейский детектив Эйден Бреслин после смерти супруги один воспитывает двоих сыновей. Его личные контакты ограничены работой и ему эмоционально тяжело. Он получает вызов о возможном убийстве и берётся за расследование. Выехав к озеру, он обнаруживает там останки человека, и благодаря своей прежней практике по внешнему виду ему удаётся установить некоторые черты личности умершего. Найдя зацепку, он начинает «раскручивать» это дело.

## В ролях
- Деннис Куэйд — детектив-вдовец Эйден Бреслин[2]
- Чжан Цзыи[2] — Кристен Спитц
- Клифтон Коллинз-младший[3] — Стингрэй Родригес
- Петер Стормаре — мистер Спитц
- Эрик Бальфур — Тэйлор
- Патрик Фьюгит — Кори Курт
- Челси Росс — начальниц полиции Крупа
- Лоу Тэйлор Пуччи — Алекс Бреслин
- Лиам Джеймс — Шон Бреслин
- Дебора Оделл — мисс Бродшоу
- Дэвид Дэстмэлчиэн — Терренс
- Барри Шабака Хенли — Так
- Пол Дули — отец Вайтлитер